# Colibri
Colibri – rodzaj ptaków z podrodziny kolibrzyków (Polytminae) w rodzinie kolibrowatych (Trochilidae).

## Zasięg występowania
Rodzaj obejmuje gatunki występujące w Ameryce.

## Morfologia
Długość ciała 10,5–14 cm; masa ciała 4,8–8,5 g.

## Systematyka

### Etymologia
- Colibri: hiszp. nazwa Colibri dla kolibrów (podobno oparta na karaibskiej nazwie)[10].
- Petasophora (Petasophorus): epitet gatunkowy Trochilus petasophorus zu Wied-Neuwied, 1821[a]; gr. πετασος petasos „filcowy kapelusz z szerokim rondem”; -φορος -phoros „noszenie, ubieranie”, od φερω pherō „nosić”[11]. Gatunek typowy: Trochilus petasophorus zu Wied-Neuwied, 1821 (= Trochilus serrirostris Vieillot, 1816).
- Delphinella: zdrobnienie epitetu gatunkowego Ornismya delphinae Lesson, 1839[12]. Gatunek typowy: Ornismya delphinae Lesson, 1839.
- Praxilla: Praxila (żyła w V wieku p.n.e.), liryczna poetka z Sykionu[13]. Gatunek typowy: Trochilus (Petasophora) coruscans Gould, 1846.
- Telesiella (Telesilla): Telesilla (żyła w VI wieku p.n.e.), liryczna poetka z Argos, która według legend skutecznie obroniła swoje miasto przed Spartanami[14]. Gatunek typowy: Ornismya delphinae Lesson, 1839.

### Podział systematyczny
Do rodzaju należą następujące gatunki:
- Colibri serrirostris (Vieillot, 1816) – uszatek zielonobrzuchy
- Colibri coruscans (Gould, 1846) – uszatek niebieskobrzuchy
- Colibri thalassinus (Swainson, 1827) – uszatek zielony
- Colibri cyanotus (Bourcier, 1843) – uszatek szmaragdowy – takson wyodrębniony z C. thalassinus[16]
- Colibri delphinae (Lesson, 1839) – uszatek brązowy